# Glymur
Glymur je vodopád na Islandu. Nachází se v úzkém kaňonu řeky Botnsá, která vytéká z jezera Hvalvatn a vlévá se do zálivu Hvalfjörður. Glymur patří k obci Hvalfjarðarsveit v kraji Vesturland. Je vysoký 198 metrů a byl uváděn jako nejvyšší islandský vodopád až do roku 2007, kdy odtávání ledovce Vatnajökull odhalilo vodopád Morsárfoss, který měří minimálně 228 m.
Název Glymur znamení v překladu „řvoucí“. S vodopádem je spojena legenda o muži jménem Rauðhöfði („Rudá hlava“). Ten zplodil dítě s elfkou, avšak nehlásil se k němu a za trest byl proměněn ve velrybu, která ve fjordu potápěla lodě. Její řádění ukončil až slepý kněz, který velrybu vylákal proti proudu řeky přes vodopád až do jezera, kde vyčerpáním uhynula.
Vodopád je díky snadné přístupnosti oblíbeným cílem turistů. Z Reykjavíku se jede necelou hodinu na parkoviště, odkud vede značená pěší stezka. Po otevření tunelu Hvalfjarðargöng v roce 1998 se cesta ještě zkrátila. Pro návštěvu místa se doporučuje období od května do září.